# Babol
Babol (perski: بابل, daw. Barforusz) – miasto w północnym Iranie, w ostanie Mazandaran, nad rzeką Babol uchodzącą do Morza Kaspijskiego.
W 2011 miejscowość liczyła 219 467 mieszkańców. Dla porównania, w 2006 było ich 201 335, w 1996 – 158 346, a w 1966 – 44 tys. Nieopodal leży miejscowość Babolsar. Rozwinięty przemysł rybny.
W miejscowości znajduje się Babol Museum (موزه بابل).